# Pseudepipona herzi
Pseudepipona herzi är en stekelart som först beskrevs av Moravitz 1895.  Pseudepipona herzi ingår i släktet Pseudepipona och familjen Eumenidae.

## Underarter
Arten delas in i följande underarter:
- P. h. enslini
- P. h. kozlovi